# David Petrasek
David Petrasek (* 1. února 1976 Jönköping) je bývalý švédský hokejový obránce, který většinu kariéry odehrál v klubu HV71. Jeho otec je českého původu (do Švédska přišel z Československa, když byl mladý), sám Petrasek ale česky neumí.

## Kariéra
Petrasek začínal svojí kariéru v mládežnických a posléze juniorských celcích klubu HV 71. V dresu Jönköpingu (HV 71) debutoval v sezóně 1994/95 ve švédské nejvyšší lize Elitserien. V Jönköpingu hrál do roku 2000, ve kterém přestoupil do týmu Malmö Redhawks, který hrál tutéž ligu a ve kterém hrál dalších pět sezón. V roce 1998 byl vybrán na 226. místě draftu NHL, ale v NHL nikdy nenastoupil. V roce 2005 přestoupil zpět do týmu HV 71, se kterým se v sezóně 2009/10 stali švédskými mistry.
V letech 2006 až 2010 působil v Jönköpingu na pozici zástupce kapitána. V roce 2009 se stal nejproduktivnějším hráčem playoff a získal si pověst nejkvalitnějšího obránce v Elitserien. V sezóně 2009/10 vytvořil nový rekord ligy mezi obránci s 53 kanadskými body. Díky svým výkonům na sebe upozornil spoustu klubů a před sezónou 2010/11 podepsal smlouvu s běloruským týmem HK Dynamo Minsk hrajícím ve východoevropské lize KHL. Během mistrovství světa 2011 podepsal smlouvu s dalším klubem KHL, HK Sibir Novosibirsk. Po 21 utkáních přestoupil do Atlantu Mytišči a zbytek sezóny dohrál ve švédském HV71, kde také v sezóně 2014/15 nastoupil k poslednímu utkání kariéry.

### Reprezentační kariéra
Petrasek reprezentoval Švédsko už v kategorii osmnáctiletých na ME do 18 let 1994. V kategorii dospělých reprezentoval mezi roky 2005 a 2011 na akcích Euro Hockey Tour. Jeho první vrcholovou mezinárodní akcí bylo Mistrovství světa 2011 na Slovensku, kde se švédským národním týmem získali stříbrné medaile a Petrasek byl jmenován do All-Star týmu.

## Úspěchy

### Individuální úspěchy
- All-Star Team Elitserien – 2009/10
- All-Star Team na MS – 2011

### Kolektivní úspěchy
- Zlatá medaile na ME 18' – 1994
- Mistr Elitserien – 1994/95, 2007/08, 2009/10
- Mistr J20 SuperElit – 1995/96
- Stříbrná medaile na MSJ – 1996
- Vicemistr Elitserien – 2008/09
- Stříbrná medaile na MS – 2011

## Klubové statistiky
| Sezona  | Klub                 | Soutěž     | Základní část | Základní část | Základní část | Základní část | Základní část | Play off | Play off | Play off | Play off | Play off |
| Sezona  | Klub                 | Soutěž     | Z             | G             | A             | B             | TM            | Z        | G        | A        | B        | TM       |
| ------- | -------------------- | ---------- | ------------- | ------------- | ------------- | ------------- | ------------- | -------- | -------- | -------- | -------- | -------- |
| 1994/95 | HV 71                | Elitserien | 30            | 0             | 1             | 1             | 6             | 11       | 0        | 0        | 0        | 0        |
| 1995/96 | HV 71                | Elitserien | 35            | 0             | 1             | 1             | 14            | 1        | 0        | 0        | 0        | 0        |
| 1996/97 | HV 71                | Elitserien | 49            | 2             | 4             | 6             | 14            | 5        | 0        | 0        | 0        | 4        |
| 1997/98 | HV 71                | Elitserien | 43            | 6             | 7             | 13            | 80            |          |          |          |          |          |
| 1998/99 | HV 71                | Elitserien | 45            | 3             | 4             | 7             | 48            | --       | --       | --       | --       | --       |
| 1999-00 | HV 71                | Elitserien | 46            | 4             | 6             | 10            | 54            |          |          |          |          |          |
| 2000/01 | Malmö Redhawks       | Elitserien | 47            | 7             | 7             | 14            | 74            | 9        | 1        | 1        | 2        | 8        |
| 2001/02 | Malmö Redhawks       | Elitserien | 47            | 2             | 9             | 11            | 48            | 2        | 1        | 0        | 1        | 2        |
| 2002/03 | Malmö Redhawks       | Elitserien | 50            | 7             | 6             | 13            | 72            | --       | --       | --       | --       | --       |
| 2003/04 | Malmö Redhawks       | Elitserien | 49            | 8             | 16            | 24            | 123           | --       | --       | --       | --       | --       |
| 2004/05 | Malmö Redhawks       | Elitserien | 49            | 10            | 15            | 25            | 72            | --       | --       | --       | --       | --       |
| 2005/06 | HV 71                | Elitserien | 44            | 5             | 10            | 15            | 87            | 10       | 1        | 2        | 3        | 14       |
| 2006/07 | HV 71                | Elitserien | 54            | 10            | 10            | 20            | 108           |          |          |          |          |          |
| 2007/08 | HV 71                | Elitserien | 52            | 2             | 20            | 22            | 76            | 17       | 6        | 4        | 10       | 18       |
| 2008/09 | HV 71                | Elitserien | 52            | 6             | 22            | 28            | 91            | 12       | 0        | 10       | 10       | 30       |
| 2009/10 | HV 71                | Elitserien | 52            | 15            | 38            | 53            | 101           | 16       | 5        | 6        | 11       | 16       |
| 2010/11 | HK Dynamo Minsk      | KHL        | 53            | 7             | 19            | 26            | 54            | 7        | 1        | 3        | 4        | 24       |
| 2011/12 | HK Sibir Novosibirsk | KHL        | 21            | 2             | 6             | 8             | 22            | --       | --       | --       | --       | --       |
| 2011/12 | Atlant Mytišči       | KHL        | 12            | 0             | 1             | 1             | 16            | --       | --       | --       | --       | --       |
| 2011/12 | HV 71                | Elitserien | 15            | 2             | 7             | 9             | 6             | 6        | 1        | 3        | 4        | 10       |
| 2012/13 | HV 71                | Elitsrien  |               |               |               |               |               |          |          |          |          |          |